# Henri Michel (labdarúgó)
Henri Michel (Aix-en-Provence, 1947. október 29. – Gardanne, 2018. április 24.) francia válogatott labdarúgó, edző.

## Sikerei, díjai

### Játékosként
- FC Nantes
  - Francia bajnok: 1972–73, 1976–77, 1979–80
  - Francia kupa: 1979

### Menedzserként
- Franciaország
  - Olimpiai bajnok: 1984
- Raja Casablanca
  - Marokkói bajnok: 2003–04